# Пимпонг, Разак
Разак Пимпонг (англ. Razak Pimpong; 30 декабря 1982, Аккра, Гана) — ганский футболист, нападающий.

## Карьера

### Клубная
В 2000 году Пимпонг подписал контракт с датским клубом «Мидтъюлланн» и переехал из Ганы в Данию. В июле 2005 он согласился на переход в другой датский клуб — «ФК Копенгаген» с января 2006 года.
Пимпонг не смог добиться серьёзных успехов с «Копенгагеном». Свой единственный мяч за клуб он забил в апреле 2006 года, в финале Королевской лиги против шведского «Лиллестрёма». Этот мяч стал победным. Пимпонг вышел на поле на 69-й минуте и забил мяч на 89-й минуте игры. Был удалён с поля за то, что слишком бурно праздновал забитый мяч.
В 2007 году Пимпонг перешёл в норвежский клуб «Викинг». Сумма трансфера составила около 4 млн норвежских крон. Контракт был заключен на три года.
В 2009 году Пимпонг подписал контракт с египетским клубом «Аль-Масри». Подписание контракта завершилось 25 января. Несколько месяцев спустя, 27 июля 2009 Пимпонг вернулся в Данию, заключив контракт с клубом «Виборг».

### В сборной
Пимпонг был игроком сборной Ганы, занявшей на олимпийском турнире 2004 года третье место в группе B и не сумевшей пробиться в следующий раунд.
Был участником чемпионата мира 2006 года. Был вызван в сборную после нескольких хороших матчей, проведённых за клуб. На чемпионате мира показал отличный дриблинг, но не сумел забить ни одного мяча и не реализовал несколько голевых моментов. В общей сложности провёл 19 матчей за сборную и забил 10 мячей.

## Достижения
- Второе место на Чемпионате мира по футболу среди молодёжных команд : 2001
- Чемпион Дании по футболу: 2005/2006